# 喬紅
喬紅（きょう こう、英語: Qiao Hong、簡体字中国語: 乔 红、1968年11月21日 - ）は、中国の元女子卓球選手。1992年バルセロナオリンピック女子ダブルス及び1996年アトランタオリンピック女子ダブルス金メダリスト。1989年世界選手権ドルトムント大会女子シングルス優勝。オリンピック初の金銀銅のトリプルメダリスト。
世界選手権では1989年大会から1995年大会までの4大会に出場し、全種目合わせて5つの金メダルを獲得した。
1996年に中国代表チームを引退した後は日本卓球リーグに参加し、松下電器でプレーしていた。
2005年に世界卓球殿堂入りしている。